# Marina Ruy Barbosa
Marina Souza Ruy Barbosa (Río de Janeiro, 30 de junio de 1995 ) es una actriz,empresaria y escritora brasileña. A lo largo de su carrera, Marina ha ganado diferentes premios por sus actuaciones, entre ellos el Troféu Imprensa, el Premio Joven Brasileño,  el Trofeo Internet,  el Contigo! TV,  Veja,y varios más. Éxito en publicidad, la actriz es la imagen de grandes marcas, entre ellas Eudora, Renault, Pantene, Colcci, Vivara, Valisere, Yves Saint Laurent y Dior. 
Comenzó a actuar desde niña y realizó su primer trabajo destacado en 2004 en el papel de Aninha en la telenovela Começar de Novo. 
Posteriormente audicionó y fue elegida para interpretar a Sabina en la telenovela Belíssima, ambas producidas y transmitidas por TV Globo.  Ruy Barbosa tiene una extensa carrera en la emisora, habiendo actuado ya en telenovelas como Escrito nas Estrelas, Morde & Assopra, Amor Eterno Amor, Amor à Vida, Império, Deus Salve o Rei, entre muchas otras.  Su debut como protagonista de telenovelas fue en 2015 en la trama de Los siete Totalmente Demais.  También actuó en la serie Amorteamo, interpretando a su primer villano, y en la miniserie Justiça.  Marina hizo su debut cinematográfico en 2004 en la película Xuxa e o Tesouro da Cidade Perdida,  volviendo a actuar en la pantalla grande recién en 2018 con los largometrajes Sequestro Relâmpago y Todas as Canções de Amor. 

## Biografía
Marina nació en Gávea, un barrio de la zona sur de la ciudad de Río de Janeiro. De ascendencia portuguesa, la actriz es hija del fotógrafo Paulo Ruy Barbosa y de la artista Gioconda de Souza. Hija única, es bisnieta del diplomático Armando Braga Ruy Barbosa. A pesar de tener el mismo apellido, lo que hace que muchas personas se equivoquen, no tienen parentesco con el novelista Benedito Ruy Barbosa. 
Marina es tataranieta del jurista, diplomático y político Ruy Barbosa (Águila de La Haya). Su primer papel importante lo obtuvo en la película Xuxa e o tesouro da cidade perdida, en el año 2004. Después de su participación en la película, participó en la telenovela Começar de novo, de la Rede Globo.

## Carrera

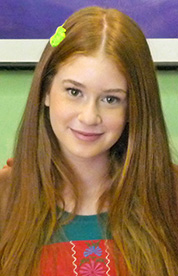
Ruy Barbosa cuando era niña

### Primeros años y comienzo de carrera
Marina hizo su primer trabajo significativo en la película Xuxa y el tesoro de la ciudad perdida, en la que interpretó al personaje Mylla, una princesa de una tribu de vikingos, que vivía en una ciudad perdida en un bosque. Antes de comenzar a grabar la película, Marina tomó varias lecciones de sueco, ya que todas sus líneas en la película estaban en ese idioma.  Marina luego audicionó para la telenovela brasileña Começar de Novo , donde interpretó el personaje de Ana, el ángel guardián que protege a Miguel (Marcos Paulo), el protagonista. Aninha era un personaje misterioso, que guardaba importantes secretos de la trama, y se desconocían sus orígenes. El personaje tenía poderes paranormales, y con una fuerte espiritualidad, recibió mensajes del cielo, los cuales la guiaron en su misión en la tierra. Como el personaje Ana no hablaba, Marina tenía el desafío adicional de tener que comunicarse principalmente a través de su mirada y expresiones faciales. 
El 5 de marzo de 2005, Marina debutó en el teatro infantil como protagonista de la obra "Caperucita Roja - El Musical", que tuvo temporadas en el Teatro dos Grandes Atores, en Barra da Tijuca, y en el Teatro do Leblon, en Leblon. 
El trabajo de Marina en Começar de Novo le valió una invitación para participar en las pruebas del personaje "Sabina" en Belíssima . Después de pasar por pruebas competitivas, fue elegida por el novelista Silvio de Abreu y la directora Denise Saraceni para interpretar el papel: un personaje importante en la trama de la telenovela, es hija de "Vitória" (Cláudia Abreu) y "Pedro". (Henri Castelli), nieta de la villana "Bia Falcão" (Fernanda Montenegro), sobrina de "Júlia" (Glória Pires) y ahijada de "Nikos" (Tony Ramos). "Sabina" tuvo una gran influencia en su abuela, la villana Bia Falcão,  que la secuestra en la historia: una niña que vivía en Grecia con sus padres. Para interpretar el papel, Marina tomó clases de baile, idioma y cultura griega, además de pasar un mes en Grecia grabando la telenovela en la paradisíaca isla de Santorini. El éxito de Marina en el papel dio a conocer a la niña en Brasil, y la llevó a ser entrevistada en el programa Domingão do Faustão.Marina fue contratada como artista exclusiva por la Red Globo durante la telenovela.  La actuación de Marina en Belíssima llamó la atención del novelista Walcyr Carrasco quien la invitó a interpretar el personaje de Isabel en el elenco de la telenovela Sete Pecados, hija del matrimonio protagonista Dante (Reynaldo Gianecchini) y Clarisse (Giovanna Antonelli).
A finales de 2007, la actriz participó de la primera edición del concurso Dança das Crianças, transmitida en Domingão do Faustão. Marina, sin embargo, fue la primera eliminada en el debut de la competición.

### 2008—2010: teatro y papeles adolescentes
“Realmente quería una chica joven con cabello ardiente y talento y belleza proporcionales. Una chica salvaje y dulce, que tenía chispas y lágrimas en los ojos. Pensé que sería imposible tener tantas cosas juntas, pero encontré de todo en Marina. Ella es la Clara perfecta. Es el alma de 7”— Charles Möeller, director de la obra 7 - El musical. En 2008 debutó en el teatro para adultos, invitada por el dúo Charles Möeller y Cláudio Botelho para interpretar a Clara en 7 - El Musical. Según Marina, "actuar en un musical es un gran reto", por lo que "además de actuar, también cantaba y bailaba", añadió la actriz. Los directores prepararon especialmente para Marina dos nuevos números en esta producción. Su interpretación de Clara se acercaba a lo que Charles había imaginado. El director Cláudio Botelho afirmó: “ Marina es un demonio. Tiene tanta vida interior a tan temprana edad y, incluso con poca experiencia, ¡brilla en el escenario como una veterana! Es el tipo de 'actriz infantil' que sólo vemos en Estados Unidos, de esas que roba películas y obras de teatro... ¡Marina marca la diferencia!  La temporada "7 - El Musical" también se destacó por ser el último trabajo de la actriz Ida Gomes  abuela de Marina en el musical, quien luego falleció. 
En 2009, la actriz debutó como presentadora del programa TV Globinho. Posteriormente, Marina fue invitada por la directora Denise Saraceni a participar en la serie Tudo Novo de Novo, interpretando a la adolescente Bia,  y participa en el espectáculo " Super Chefinho ", emitido en el programa matutino Mais Você.
En marzo de 2010, Marina fue entrevistada por la presentadora Angélica para el programa Estrelas, realizando una visita cultural al Museu Casa de Ruy Barbosa, en Botafogo, Río de Janeiro, casa donde vivió su tatarabuelo, Ruy Barbosa . Además de describir algunas particularidades del lugar, Marina aprovecha para mostrar algo de su habilidad musical, tocando Beethoven en el piano de su tatarabuela María Augusta. 
Ese mismo año, Marina fue invitada por la autora Elizabeth Jhin, con quien ya había trabajado en la telenovela Começar de Novo, para interpretar a la adolescente rebelde Vanessa en Escrito nas Estrelas.  Vanessa llevaba el pelo recogido en rastas y trabajaba como estudiante de ballet. Marina, que nunca había hecho ballet, empezó a tomar clases privadas para prepararse para el papel; grabaron todas las escenas de ballet sin el uso de un doble.  En la producción, realizó por primera vez una escena de beso, con el actor Bruno Pereira, con quien ya había trabajado en Começar de Novo. Marina tuvo la idea de crear los aretes con cremallera que luce el personaje, un accesorio que terminaría convirtiéndose en una moda entre los adolescentes de todo Brasil, y esta fue una de sus primeras influencias en la indumentaria juvenil. La bailarina Vanessa se convirtió en muñeca, en un homenaje realizado por la actriz y artista Nica Bonfim, su colega en la trama.  La actuación de Marina fue elogiada por la crítica Patrícia Kogut, recibiendo dos veces puntuación de 10, además de competir por el Premio Arte Qualidade Brasil , en la categoría de Mejor Actriz de Telenovela Infantil/Juvenil. 
En octubre de 2010, la revista Quem preparó un número especial para celebrar el décimo aniversario de la revista. A la portada fueron invitadas 10 jóvenes actrices, producidas y fotografiadas por Fernando Torquatto bajo el título autoexplicativo: “ Las estrellas de la próxima década ”. Marina, que entonces tenía apenas 15 años, era la actriz más joven de las 10 elegidas.

### 2011—2013: Maduración artística

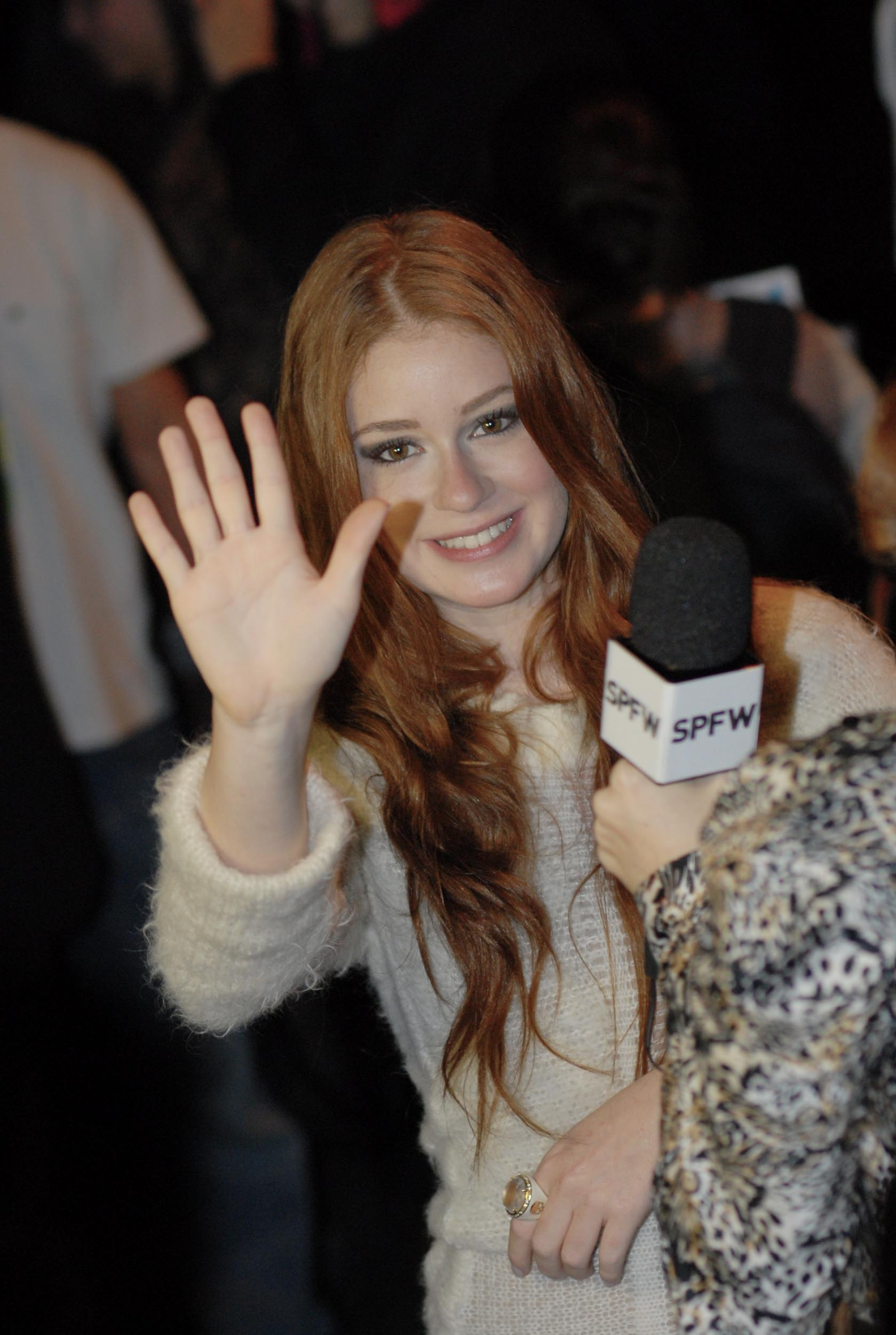
Ruy Barbosa durante el São Paulo Fashion Week de 2011

Marina fue invitada por el autor Walcyr Carrasco a unirse al elenco de la telenovela Morde & Assopra en 2011, interpretando a Alice, la joven villana de la trama que luego se convierte en una señorita.  Alice es una niña vanidosa y prejuiciosa, hija del alcalde Isaías (Ary Fontoura) y la arrogante primera dama Minerva (Elizabeth Savalla), haciéndose famosa entre los espectadores por dividir a la gente que la rodea entre "chuchos" y "aquellos con pedigrí". El personaje se involucra con el estafador Guilherme (Klebber Toledo), y luego descubre que ella es la hija biológica de su ex empleada Lílian (Narjara Turetta), con quien decide vivir, y termina regenerándose. Con su éxito en televisión con el personaje de Alice , los cabellos rojos de la actriz se hicieron prominentes, y en el Centro de Atención al Espectador (CAT) de la Rede Globo, se convirtieron en los más codiciados de la televisión, con los espectadores deseando información sobre el cuidado del cabello para tener un cabello como el de ella.  Su actuación en Morde & Assopra fue destacada por la crítica, recibiendo elogios de críticos como la periodista Carla Bittencourt, del diario Extra de Río , quien afirmó: Marina Ruy Barbosa está mostrando, la todos los días, quien es una de las mejores actrices de su generación. En el episodio del sábado de "Morde & assopra", la joven, de casi 16 años, montó un espectáculo...   El columnista de televisión Flávio Ricco, en el portal UOL, dijo: el autor le hizo espacio a Marina Ruy Barbosa, Alice. Lo que vimos fue un espectáculo de esta joven actriz.  El periodista Bruno Segadilha, de la revista Época , fue enfático: La pelirroja pecosa Marina Ruy Barbosa es la estrella de Morde & Assopra.  La periodista Mariana Trigo, Correio Braziliense y portal Terra , afirmó:...En estos planos, el choque se intensifica aún más cuando entra en escena la confiada Marina Ruy Barbosa, como la arrogante villana Alice. Con una actuación madura, la actriz destaca de forma cada vez más convincente y demuestra que está preparada para asumir papeles más fuertes en la televisión.  Durante la telenovela, Marina comenzó a salir con su pareja sentimental Klebber Toledo, iniciando una relación que duraría tres años.

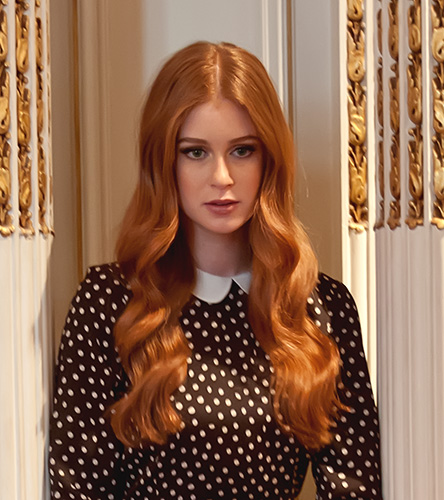
Marina Ruy Barbosa en 2013

Marina es conocida por su estilo de vestir, luciendo siempre outfits que están al día con las tendencias, siendo considerada un referente para las mujeres que quieren seguir su estilo. Marina posó para numerosas campañas publicitarias y editoriales de moda.
En 2012, la actriz fue invitada a integrar el elenco de la telenovela Amor Eterno Amor, de la autora Elizabeth Jhin, interpretando el personaje de Juliana Petrini, una pasante de periodismo.
Con tan solo 16 años, Marina fue la actriz más joven en aparecer en la portada de la revista NOVA , en la edición de abril de 2012. Con tan solo 17 años, volvería a aparecer en la portada de NOVA en junio de 2013. En septiembre En 2012, Marina fue elegida por la revista ISTOÉ Gente como una de las 25 mujeres más sexys de Brasil.

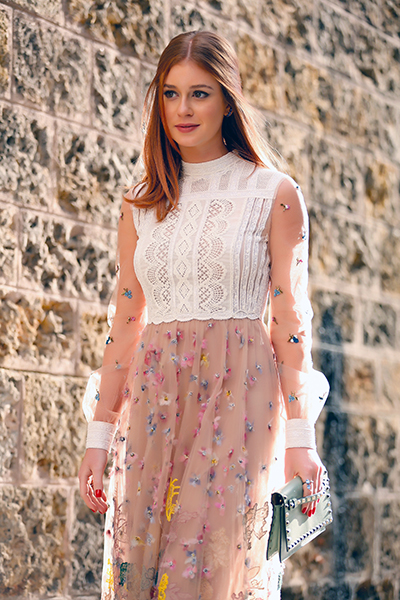
Ruy Barbosa en 2016

En 2013 se integra al elenco de la telenovela Rastros de mentiras, de Walcyr Carrasco. Marina interpretó a Nicole, una joven huérfana y millonaria que padece una enfermedad degenerativa, a punto de ser víctima de una estafa por parte de la villana Leila (Fernanda Machado) a través de su novio Thales (Ricardo Tozzi), quien termina enamorándose de ella.  La belleza e inocencia del personaje ganaron protagonismo en la telenovela, y Nicole se convirtió en un personaje querido entre el público. Respondiendo a pedidos de espectadores y colaboradores de la telenovela, el autor desistió de afeitarle la cabeza a la actriz, y el asunto se convirtió en una discusión nacional  y dividió las opiniones de los críticos, aunque el público se mostró a favor de la actriz.  Con el cambio de guion, la solución del autor para el personaje fue la muerte de Nicole el día de su boda, apareciendo luego en las visiones mediúmnicas de Tales.  El capítulo sobre la boda y muerte de Nicole fue un récord de audiencia para la telenovela.
En noviembre de 2013, Marina ocupó el séptimo lugar en la lista de la revista VIP de las "100 mujeres más sexys del mundo".
Portada de la revista Quem del 18 de diciembre de 2013, elegida como una de las mujeres más elegantes de 2013, "La Mejor Vestida de Brasil".

### 2014—2017:Amorteamo,Totalmente DemaisyJustiça
En 2014, llamó la atención en la telenovela Império, de Aguinaldo Silva, cuando interpretó a la nínfula Maria Ísis, amante del protagonista José Alfredo (Alexandre Nero).  El personaje marcaría un punto de inflexión en la carrera de la actriz, debido al éxito alcanzado por su actuación en el programa de mayor audiencia de la televisión brasileña. Sensual y provocativa, Maria Ísis fue su trabajo más atrevido hasta el momento, siendo el primero en el que la actriz aparece en escenas con grandes insinuaciones sexuales y marcando su transición a roles adultos. Compitió por varios premios y fue la actriz más joven (19 años) en ganar el Contigo! premio a la mejor actriz de reparto . El éxito en Império elevó su carrera al nivel de protagonista. El 11 de agosto de 2014 se anunció su relación con el actor Klebber Toledo después de tres años.  Fue elegida por la revista Vogue Brasil como una de las cinco celebridades brasileñas mejor vestidas de 2014  y por las revistas Época y Forbes Brasil como una de las brasileñas más influyentes de 2014.  Fue la celebridad brasileña más comentada por los medios en noviembre de 2014.  En el carnaval de 2015, Marina fue coronada Reina del tradicional baile de carnaval en el Copacabana Palace. Con tan solo 19 años, es la reina del carnaval más joven en la historia del evento.
En abril de 2015, Marina interpretó a su primera villana, la protagonista Malvina, en la serie Amorteamo, personaje inspirado en la novia cadáver de Tim Burton. Comenzó a grabar la serie durante las últimas grabaciones de Império, acumulando ambos trabajos al mismo tiempo.  Fue un gran desafío para la actriz, quien desarrolló un trabajo diferente a todo lo que había hecho anteriormente. La caracterización del personaje tardó aproximadamente dos horas en crearse e incluyó una peluca negra, lentes de contacto negros, uñas postizas y sus manos maquilladas para resaltar su palidez, venas y suciedad.  La actriz prescindió del uso de dobles a la hora de grabar las escenas más arriesgadas, llegando incluso a ser enterrada viva. Marina contó un poco de su experiencia durante las grabaciones: Participar en la serie fue una oportunidad de hacer algo diferente, intenso y con posibilidades de experimentación. Fue un gran ejercicio como actriz. En cuanto a ser 'enterrado', todo se hizo con la máxima seguridad y relevancia dentro de la trama.  Durante el período de grabación de la serie, Marina tuvo que someterse a una cirugía de apendicitis de emergencia, pero se recuperó rápidamente y volvió a grabar.  La serie fue un éxito y la actuación de la actriz fue elogiada. La directora Flávia Lacerda habló del debut de Marina como villana y no parpadeó al elogiar la dedicación y la creatividad de la actriz. Maduro e inteligente. Supo darle existencia a Malvina, una no-muerta, con muchísimos detalles tanto en su forma de hablar como en su carrocería.  La periodista Patrícia Kogut  de O Globo le dio un 10 a Marina Ruy Barbosa por su trabajo como Malvina en la serie “Amorteamo”. En el papel de un no-muerto inconformista, forma una gran pareja con Johnny Massaro.

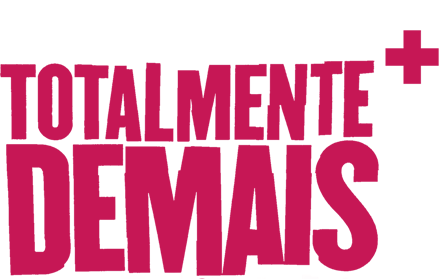
Totalmente Diva

Todavía en 2015, la actriz interpretó a la protagonista Eliza en la nueva telenovela de las 7, Totalmente Demais . En la trama, el personaje es una chica de campo que huye de su casa luego de ser blanco de un intento de abuso por parte de su padrastro (Paulo Rocha). Eliza va a Río de Janeiro, es asaltada y sin dinero termina viviendo en la calle, donde recibe ayuda de Jonatas (Felipe Simas). Conoce a Arthur (Fábio Assunção) y su vida vuelve a cambiar cuando gana un concurso de modelos, logrando el éxito internacional. La telenovela innovó al desarrollar un episodio inédito, el capítulo cero, que se transmitirá únicamente en Internet, destacando la historia de Eliza.  Para componer el personaje de Eliza, Marina tuvo que pasar por un proceso de deconstrucción de la imagen, ya que la niña viviría el inicio de la historia en la calle, sucia, andrajosa y grosera. Durante la preparación, incluso pasó unos días vendiendo flores en las calles de Río de Janeiro, tal como lo haría su personaje en la trama.El público siguió con gran interés el desarrollo de la historia de Eliza, y la telenovela logró la mayor audiencia de los últimos cinco años a las 7 pm.Durante unos meses fue el programa de mayor audiencia de la televisión, superando incluso a la tradicional telenovela de las 21 horas. Tuvo tanto éxito que la telenovela, cuyo final estaba previsto para el 13 de mayo, se extendió hasta el 30 de mayo.  Además, la trama también contó con 10 episodios adicionales después del final de la telenovela, creados para ser mostrados únicamente en Internet.  El último capítulo de Totalmente Demais tuvo altos índices de audiencia en todo Brasil, rompiendo el récord de 10 años en Río de Janeiro, alcanzando 43 puntos en Ibope.  El fenómeno de las telenovelas también consagró a la protagonista de la trama, Marina, quien conquistó al público con su destacada actuación.
En 2016, se unió al elenco de la miniserie Justiça , interpretando a Isabela, una bella, rica, vanidosa y joven, hija de la profesora Elisa (Débora Bloch), quien es asesinada a tiros por su prometido Vicente (Jesuíta Barbosa) luego de ser sorprendida haciendo trampa. sobre él con su ex, llevándolo a cometer un típico crimen pasional y haciendo que su madre Elisa quiera justicia por su muerte. Comenzó a prepararse para la serie, y grabó las primeras escenas, cuando aún grababa los últimos capítulos de Totalmente Demais, acumulando ambos trabajos al mismo tiempo. El personaje de Isabela en la miniserie fue un trabajo muy impactante, recibiendo elogios de la crítica y del público. El primer capítulo, que cuenta la historia de Isabela, marcó el récord de audiencia de la miniserie, con 30 puntos en São Paulo.  Debido a su participación en la miniserie, además de los elogios del público por su actuación, la pelirroja tiene el cabello y el vestuario más deseado por los espectadores, según lo indica la lista de artículos más solicitados del Centro de Atención al Espectador (CAT) de la emisora), en septiembre de 2016.
En septiembre de 2016, Marina viajó a Francia para visitar el evento de moda más grande del planeta, la Semana de la Moda de París, como invitada VIP de Maison Valentino, Louis Vuitton, Maison Dior, Miu Miu y Elie Saab. Durante el viaje lanzó el Hashtag #GingerTips, en sus redes sociales, para dar tips de estilo y contar la historia de las marcas que utilizó. Marina se convirtió en la sensación de la Semana de la Moda de París, brillando junto a celebridades internacionales como Jessica Alba, Dakota Fanning, Lily Collins, Valentino Garavani, Inès de la Fressange y Christian Louboutin.  Se estableció como un ícono de estilo en París.  Aún en París, Marina tuvo su primer contacto profesional con Renault, durante el Salón Internacional del Automóvil.
En el primer semestre de 2017, Marina grabó su primera película como protagonista, Sequestro Relâmpago, un nuevo largometraje del premiado cineasta Tata Amaral. La historia de Isabel está inspirada en un hecho real. Al salir de un bar, dos chicos se acercan a ella, quienes la obligan a subir al auto. Unidos sólo por una serie de robos, los dos no tienen experiencia en este tipo de acciones y terminan enredándose cuando la llevan a sacar dinero de un cajero automático. Sin nada que hacer, la mantienen como rehén y pasan toda la noche llevándola por la ciudad.  En mayo de 2017, estuvo en la alfombra roja del Festival de Cine de Cannes con un vestido de Prada.
Ese mismo año fue nombrada embajadora de Renault en Brasil  y Pantene en América Latina.

### 2018—presente:Dios salve al rey y El séptimo guardián

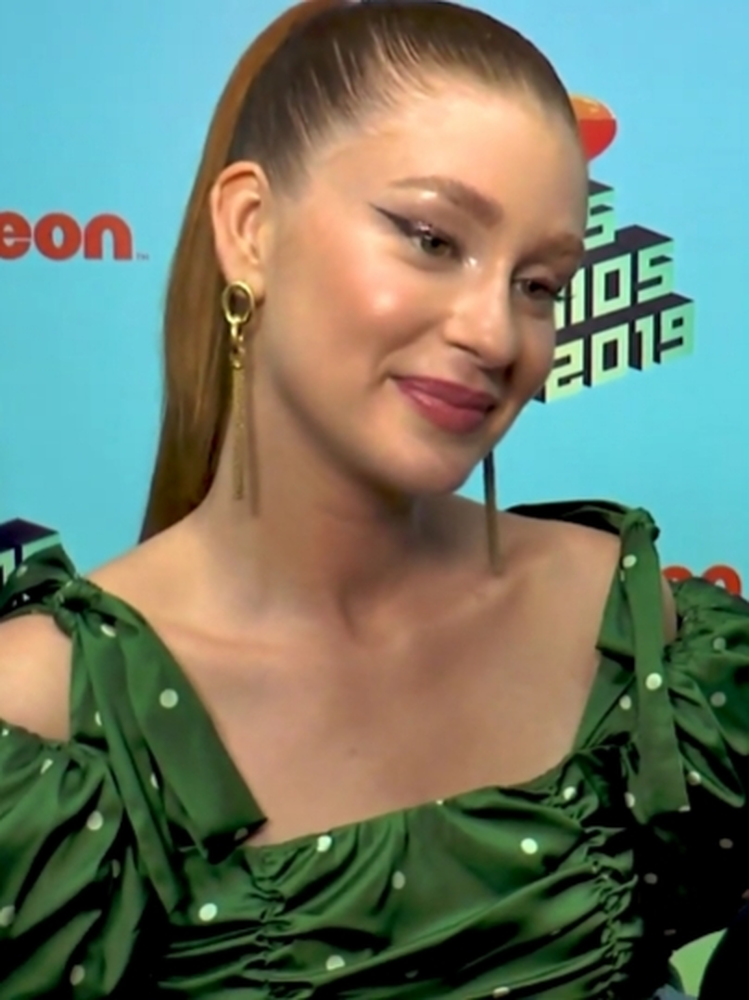
Ruy Barbosa en los Meus Prêmios Nick 2019.

En 2018, interpretó a su segunda protagonista Amália en Deus Salve o Rei, telenovela de Daniel Adjafre proyectada a las 7, que se desarrolla en la época medieval. Tiene un romance con el príncipe Alfonso interpretado por Rômulo Estrela y tiene como rival a la princesa Catarina. interpretada por Bruna Marquezine.
Poco antes del final de Deus Salve o Rei , Marina ya estaba confirmada para interpretar a su primera protagonista en el prime time, en O Sétimo Guardião , de Aguinaldo Silva. El intervalo de estreno de las 2 telenovelas fue de solo casi 4 meses, donde ella misma informó en su red social que solo estaría de vacaciones 22 días, comenzando así rápidamente a grabar O Sétimo Guardião. En la trama de Aguinaldo, su personaje, Luz, tiene poderes especiales y lucha contra el mal, representada por Lília Cabral, y forma pareja sentimental con el personaje del actor Bruno Gagliasso.  Su actuación fue elogiada poco después del estreno de la telenovela, por la periodista Patrícia Kogut, crítica de televisión del diario O Globo, quien le dio un 10, destacando la química entre Marina y Bruno Gagliasso.
En septiembre, después de mostrarse para Dolce & Gabbana en la Semana de la Moda de Milán, Marina fue anunciada como nueva agente de IMG Models, que cuenta con estrellas como Gisele Bündchen, Kate Moss, Gigi Hadid y Bella Hadid, Selena Gomez y Millie Bobby Brown. Según Marina, su objetivo con el contrato no es convertirse en modelo, sino expandir su labor publicitaria internacional.
En noviembre de 2018, el cantante Roberto Carlos invitó a Marina a cantar con él a dúo, en su tradicional especial de fin de año en la Rede Globo. Aún en 2018, lanzó su primera colección de ropa para Colcci y firmó su primera colección de joyas para Life By Vivara.
Cuando Marina estuvo en el festival Meus Prêmios Nick 2019 , reveló que quería salir de su "zona de confort" y que le gustaría hacer algo que nunca ha hecho, y sólo aceptaría hacer una telenovela como un "personaje especial". , si el personaje era un villano malo, loco y vengativo.
En enero de 2020, Marina se mudó temporalmente a Los Ángeles con su esposo para estudiar.  Sin embargo, el viaje tuvo que acortarse debido a la pandemia de COVID-19. En agosto, la actriz lanzó su propia marca de ropa, Ginger, un proyecto que según ella era un viejo sueño que solo pudo poner en práctica después del aislamiento por la pandemia, de la mano de su asesora Vanessa Ribeiro.

## Filantropía

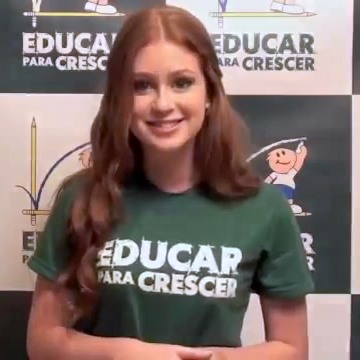
Ruy Barbosa durante la campaña “Educar para Crecer”

Marina suele trabajar como protectora de animales, especialmente de gatos abandonados. Ella protege a los gatitos en casa mientras busca personas que quieran adoptar a los animales.  En diciembre de 2013, participó en la campaña de adopción de animales "Adotei". 
La actriz también participa en campañas para entidades filantrópicas como el Instituto Brasileño de Control del Cáncer (IBCC), Amigos de la Infancia con Cáncer (AMICCA)  y la Asociación Brasileña de Linfoma y Leucemia ( ABRALE ). 
En noviembre de 2013, Marina es la protagonista de la campaña del Día Nacional de Lucha contra el Cáncer Infantil, “Noviembre Dorado”, promovida por el Instituto Ronald McDonald. Se transformó en una guerrera, inspirada en grandes heroínas de cómics y juegos. 
En 2014, durante la caracterización del personaje de María Isis en Império, Marina se cortó 30 cm de cabello, que fue donado a la ONG Cabelegria, que fabrica pelucas para pacientes con cáncer que han perdido el cabello.  En 2016, volvería a cortarse el pelo para interpretar al personaje de Isabella en Justiça , donando nuevamente los mechones cortados a la ONG Cabelegria.  En agosto de 2018, Marina volvió a cortarse el pelo, acortando los mechones y adoptando un flequillo, para caracterizar al personaje Luz , protagonista de la telenovela de las nueve O Sétimo Guardião. Los mechones rojos cortados fueron donados a la ONG Fundação Laço Rosa, en la campaña Octubre Rosa. 
En 2020 fue nombrada madrina de la campaña del Instituto Luisa Mell que tiene como objetivo fomentar la adopción de gatos. Para ello, visitó la sede del Instituto en São Paulo y fotografió piezas publicitarias protagonizadas por los animales de la ONG. 

## Vida personal

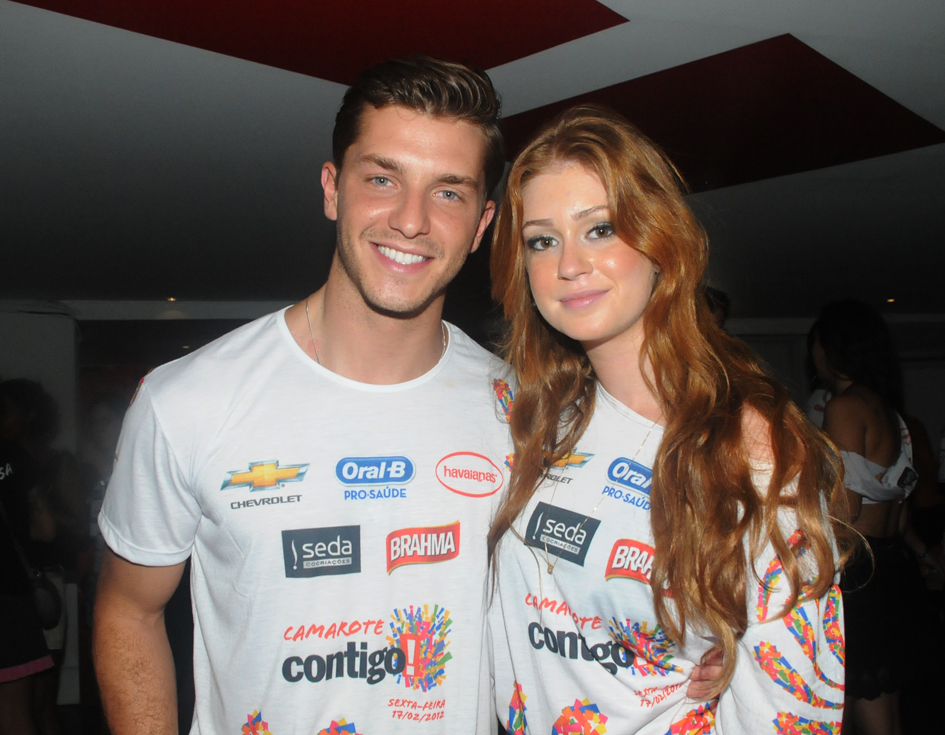
Marina Ruy Barbosa y Klebber Toledo en 2012

Durante la grabación de la telenovela Morde & Assopra, en 2011, Marina conoció al actor Klebber Toledo, con quien salió durante 3 años, terminando su relación en agosto de 2014.  En enero de 2016 comenzó a salir con el conductor de automóvil y empresario Alexandre Negrão.  El 10 de julio de 2016, durante un viaje a Tailandia, se comprometieron y al día siguiente se casaron en secreto en una ceremonia budista, en el mismo lugar donde Alexandre le pidió que se comprometiera.La boda religiosa tuvo lugar el 7 de octubre de 2017, en la residencia familiar del marido, en Campinas.El 12 de enero de 2021, anunció el fin de su matrimonio con el empresario. 

## Filmografía

### Televisión
| De nuevo | Título                   | Personaje                              | Los grados                            |
| -------- | ------------------------ | -------------------------------------- | ------------------------------------- |
| 2003     | Sabor de Pasión          | María                                  | Episodio: "21 de marzo"               |
| 2004-05  | Comenzar de nuevo        | aninha                                 |                                       |
| 2005     | Bajo nueva dirección     | Niño en el videoclub                   | Episodio: "Sexo, mentiras y DVD"      |
| 2005-06  | Maravilloso              | Sabina Rocha Assumpçao                 |                                       |
| 2007     | baile infantil           | Participante (6º lugar)                | Temporada 1                           |
| 2007-08  | Siete Pecados            | Isabel Florentino                      |                                       |
| 2009     | globo de televisión      | Presentador                            | Temporada 10                          |
| 2009     | Súper jefes              | Participante (3º lugar)                | Temporada 1                           |
| 2009     | Todo nuevo de nuevo      | bia                                    |                                       |
| 2010     | Escrito en las estrellas | vanessa neves                          |                                       |
| 2011     | Muerde y sopla           | Alice Alves Junqueira / Alice da Silva |                                       |
| 2012     | Amor Eterno Amor         | juliana                                |                                       |
| 2013-14  | Amor a la vida           | Nicole Veiga de Assis                  |                                       |
| 2014-15  | Imperio                  | María Ísis Ferreira da Costa           |                                       |
| 2015     | Amor te amo              | Malvina Benazo Camargo                 |                                       |
| 2015-16  | Completamente asombroso  | Eliza de Assis Monteiro                |                                       |
| 2016     | Justicia                 | Isabela de Almeida                     |                                       |
| 2018     | pega pega                | Amália Giordano                        | Episodio "8 de enero"                 |
| 2018     | Dios salve al rey        | Amália Giordano                        |                                       |
| 2018-19  | El séptimo guardián      | Luz Vidal                              |                                       |
| 2019     | Buen éxito               | Eliza de Assis Monteiro                | Episodios: "del 9 al 11 de diciembre" |
| 2023-24  | Fuzuê                    | Preciosa Montebelo                     |                                       |
| 2023     | Conexión Río             | Ana Alves Zago                         |                                       |
| 2023     | Angélica: 50 y tanto     | Ella misma                             | Episodio: "Famoso"                    |

### Cine
| De nuevo | Película                              | Personaje                             |
| -------- | ------------------------------------- | ------------------------------------- |
| 2004     | Xuxa y el tesoro de la ciudad perdida | Multitud                              |
| 2018     | Secuestro relámpago                   | María Isabel Lima Cavalcante (Isabel) |
| 2018     | Todas las canciones de amor           | Bien                                  |

### Vídeo musical
| De nuevo | Canción     | Personaje | Artista              |
| -------- | ----------- | --------- | -------------------- |
| 2018     | "Océano"    | Chica     | Oferta , Zeeba e IRO |
| 2019     | "Compartir" | Ella      | Rubel y Anavitória   |

## Teatro
| De nuevo | Parte                        | Personaje       |
| -------- | ---------------------------- | --------------- |
| 2005     | Caperucita Roja - El Musical | Caperucita Roja |
| 2008     | 7-Oh Musical                 | Clara           |

## Premios y nominaciones
| De nuevo | Otorgar                             | Categoría                                          | Trabajar                         | Resultado |
| -------- | ----------------------------------- | -------------------------------------------------- | -------------------------------- | --------- |
| 2004     | Lo mejor del año                    | Mejor actriz infantil                              | Comenzar de nuevo                | Nominada  |
| 2005     | ¡Premio Contigo! televisión         | Mejor actriz infantil                              | Comenzar de nuevo                | Nominada  |
| 2005     | Lo mejor del año                    | Mejor actriz infantil                              | Belíssima                        | Nominada  |
| 2006     | ¡Premio Contigo! Televisión         | Mejor actriz de televisión infantil                | Belíssima                        | Nominada  |
| 2007     | Premio Extra Televisión             | Mejor actor o actriz infantil                      | Belíssima                        | Nominada  |
| 2007     | Lo mejor del año                    | Mejor actor o actriz infantil                      | Siete Pecados                    | Nominada  |
| 2008     | Premio Extra Televisión             | Mejor actor o actriz infantil                      | Siete Pecados                    | Nominada  |
| 2008     | ¡Premio Contigo! Televisión         | Mejor actriz de televisión infantil                | Siete Pecados                    | Nominada  |
| 2010     | Premio Brasil de Arte de Calidad    | Mejor actriz de telenovela infantil/juvenil        | Escrito en las estrellas         | Nominada  |
| 2011     | Premios Capricho                    | Los más elegantes a nivel nacional o internacional | Ella misma                       | Nominada  |
| 2011     | Premios Capricho                    | Mejor pareja real                                  | Ella Misma (con Klebber Toledo ) | Nominada  |
| 2011     | Premios Capricho                    | Mejor Actriz Nacional                              | Morde & Assopra                  | Nominada  |
| 2011     | Mis premios Nick                    | Actriz favorita                                    | Morde & Assopra                  | Nominada  |
| 2011     | Programa de vídeo retro             | Patricinha Mais Mala                               | Morde & Assopra                  | Ganadora  |
| 2011     | Programa de vídeo retro             | Mejor escena de boda                               | Morde & Assopra                  | Ganadora  |
| 2011     | Premio Joven Brasileño              | Nueva actriz                                       | Morde & Assopra                  | Ganadora  |
| 2011     | Premio Quem de Televisão            | Mejor actriz de reparto de televisión              | Morde & Assopra                  | Nominada  |
| 2012     | ¡Premio Contigo! televisión         | Mejor actriz de soporte                            | Morde & Assopra                  | Nominada  |
| 2012     | Mis premios Nick                    | Gato del año                                       | Ella misma                       | Nominada  |
| 2013     | Mis premios Nick                    | Gato del año                                       | Ella misma                       | Ganadora  |
| 2013     | Premio Joven Brasileño              | Mejor actriz                                       | Rastros de mentiras              | Nominada  |
| 2013     | Premios Capricho                    | Mejor Actriz Nacional                              | Rastros de mentiras              | Nominada  |
| 2014     | Mis premios Nick                    | Actriz favorita                                    | Rastros de mentiras              | Nominada  |
| 2014     | Mis premios Nick                    | Gato del año                                       | Ella misma                       | Nominado  |
| 2014     | Premio Joven Brasileño              | Mejor actriz                                       | Imperio                          | Ganadora  |
| 2014     | Premio en Nueva York                | Mejor actriz                                       | Imperio                          | Ganadora  |
| 2014     | Lo mejor del año                    | Mejor actriz de soporte                            | Imperio                          | Nominada  |
| 2014     | Premio Extra Televisión             | Mejor actriz de soporte                            | Imperio                          | Nominada  |
| 2014     | Premios Capricho                    | Mejor Actriz Nacional                              | Imperio                          | Nominada  |
| 2015     | Premios Melty Future                | Lo cool está en todas partes - Brasil Spotlight    | Imperio                          | Nominada  |
| 2015     | Trofeo de prensa                    | Mejor actriz                                       | Imperio                          | Nominada  |
| 2015     | Trofeo de Internet                  | Mejor actriz                                       | Imperio                          | Ganadora  |
| 2015     | Trofeo de Prensa AIB                | Mejor actriz de soporte                            | Imperio                          | Ganadora  |
| 2015     | ¡Premio Contigo! televisión         | Mejor actriz de soporte                            | Imperio                          | Ganadora  |
| 2015     | Premio Joven Brasileño              | Mejor actriz                                       | Amor te amo                      | Nominada  |
| 2016     | Premios Capricho                    | Nacional más elegante                              | Ella misma                       | Ganadora  |
| 2016     | Ver Río - Cariocas del Año          | Actriz del año                                     | Totalmente Demais                | Ganadora  |
| 2016     | Lo mejor del año                    | Mejor actriz de telenovela                         | Totalmente Demais                | Nominada  |
| 2016     | Premio Extra de Televisión          | Mejor actriz                                       | Totalmente Demais                | Nominada  |
| 2016     | Trofeo de Internet                  | Mejor actriz                                       | Totalmente Demais                | Nominada  |
| 2017     | Premio Quem de Televisão            | Mejor actriz de televisión                         | Totalmente Demais                | Nominada  |
| 2017     | Trofeo de prensa                    | Mejor actriz                                       | Totalmente Demais                | Ganadora  |
| 2017     | Trofeo de Internet                  | Mejor actriz                                       | Totalmente Demais                | Nominada  |
| 2017     | Premio Marca la Diferencia          | Revista O Globo                                    | Ella misma                       | Ganadora  |
| 2017     | Generación Glamour                  | Mujer agradable                                    | Ella misma                       | Ganadora  |
| 2018     | Mis premios Nick                    | Instagram favorito                                 | Ella misma                       | Nominada  |
| 2018     | Mis premios Nick                    | Gata de moda                                       | Ella misma                       | Nominada  |
| 2018     | Premios MTV Millennial Brasil       | InstagramBR                                        | Ella misma                       | Nominada  |
| 2018     | Premios MTV Millennial Brasil       | Aplastar el año                                    | Ella misma                       | Nominada  |
| 2018     | Premios Capricho                    | Fashionista Nacional del Año                       | Ella misma                       | Ganadora  |
| 2018     | Premio Gshow                        | Un flechazo de año                                 | Ella misma                       | Ganadora  |
| 2018     | Premio Hombre Brasil del Año        | Mujer del año                                      | Ella misma                       | Ganadora  |
| 2018     | ¡Premio Contigo! En línea           | Mejor actriz                                       | Deus Salve o Rei                 | Ganadora  |
| 2018     | Premio Joven Brasileño              | Mejor actriz                                       | Deus Salve o Rei                 | Nominada  |
| 2018     | Premio Área VIP                     | Mejor actriz                                       | Deus Salve o Rei                 | Nominada  |
| 2019     | Trofeo de Internet                  | Mejor actriz                                       | Deus Salve o Rei                 | Nominada  |
| 2019     | Trofeo de prensa                    | Mejor actriz                                       | Deus Salve o Rei                 | Nominada  |
| 2019     | Festival de Cine Brasileño de Miami | Mejor actriz                                       | Todas las canciones de amor      | Nominada  |
| 2019     | Premio Joven Brasileño              | Mejor actriz                                       | O Sétimo Guardião                | Nominado  |
| 2019     | Mis premios Nick                    | Artista de televisión femenina                     | O Sétimo Guardião                | Ganadora  |
| 2019     | Trofeo ISTOÉ – Brasileños del Año   | Actriz del año                                     | O Sétimo Guardião                | Ganadora  |
| 2020     | Premio Joven Brasileño              | Mejor actriz                                       | Ella misma                       | Nominada  |
| 2020     | Mis premios Nick                    | Artista Favorita de TV                             | Ella misma                       | Ganadora  |
| 2021     | Premio iBest                        | Influencer del año - RJ                            | Ella misma                       | Nominada  |
| 2021     | Premios MTV Millennial              | Chica jefa                                         | Ella misma                       | Nominada  |

### Homenajes
- En 2010, durante la telenovela "Escrito nas Estrelas", fue homenajeada por su coprotagonista y artista, Nica Bonfim, quien realizó una muñeca del personaje Vanessa, utilizando la técnica del papietagem. [241]
- En 2013, el artista Marcus Baby rindió homenaje a Marina realizando una muñeca vestida de novia, inspirada en el personaje Nicole, de la telenovela " Amor à Vida ". [242]
- En 2015 Marcus Baby se inspiró en el personaje Malvina de la serie " Amorteamo " para crear una muñeca caracterizada como una novia cadáver.[243]

### Otros honores
- Elegida por la revista ISTOÉ Gente como la sexta mujer más sexy de Brasil en 2012. [244][245]
- "La celebridad brasileña mejor vestida de 2012", elegida por la revista Glamour Brasil, y novena del mundo, en diciembre de 2012.[246]
- Elegida por la revista VIP como la séptima "Mujer más sexy del mundo" en 2013,[247]  la 15ª en 2014,[248]y la 5ª en 2015.[249]
- Elegida por la revista Glamour Brasil como "la cuarta celebridad mejor vestida del mundo en 2013", en diciembre de 2013.[250]
- "La brasileña más sexy de 2014", elegida por el sitio web masculino El Hombre, en diciembre de 2014.[251][252]
- "Las cinco celebridades brasileñas mejor vestidas de 2014", elegidas por la revista Vogue. [253]
- "Las 100 personas más influyentes de Brasil en 2014", elegidas por la revista Época.[254]
- Destacado en la lista de los "30 jóvenes más influyentes de Brasil en 2015" de la revista Forbes Brasil.
- Coronada Reina del Baile de Carnaval del Palacio de Copacabana, con tan solo 19 años, la reina más joven en la historia del evento.
- "Las 25 celebridades más importantes de Brasil en 2015", elegidas por la revista Forbes Brasil.[255]
- "La celebridad mejor vestida del año" en 2015", elegida por el portal R7.[256]
- Elegida la brasileña más bella y sensual por el portal R7 en 2016.[257]
- "Musa del Verano 2016", elegida por la revista Vogue Brasil.[258]
- Elegido Personalidad del Año por Portal IG en 2016.[259]
- Votada como "La mujer más sexy del mundo" por la revista VIP en octubre de 2016.[260]
- "Reina del baile de Vogue 2018". [261]
- Nombrada por el diario O Estado de S. Paulo , en marzo de 2018, como una de las 10 Mujeres Más Poderosas de la Moda Brasileña.[262]
- 25º artista más influyente del mundo y artista más influyente de Brasil, en abril de 2018.[263]